# Attentat de Mubi du 1er juin 2014
L'attentat de Mubi est commis le 1er juin 2014 par Boko Haram au cours de l'insurrection djihadiste au Nigeria.

## Déroulement
L'attentat a lieu le 1er juin 2014 dans l'enceinte dans un stade après un match de football. Après la rencontre, des spectateurs sont en train de quitter le stade, d'autres se rassemblent sur le terrain afin boire un verre entre eux et de faire la prière du soir, lorsqu'à 18h30, un véhicule piégé explose près de la pelouse, au milieu de la foule,. 

## Bilan humain
Le soir de l'attentat, selon le porte-parole de la police de l'Etat d'Adamawa, plus de 40 personnes sont mortes lors de l'explosion, dont des femmes et des enfants,. Le lendemain toutefois, le porte-parole du ministère de la Défense, Chris Olukolade, déclare que l'attaque a fait 18 morts et 19 blessés,. Cependant des sources locales de l'AFP, dont un policier, des habitants et une infirmière de l'hôpital confirment le bilan donné par la police de l'Etat d'Adamawa,.
Le 2 juin, Chris Olukolade annonce également qu'un suspect-clé a été arrêté lors d'une intervention de l'armée nigériane à Mubi.